# Warhem

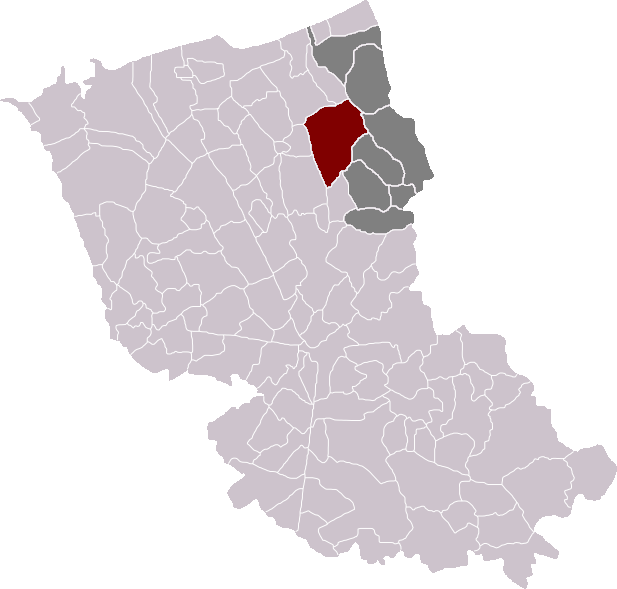
Localització de Warhem

Warhem  (en neerlandès Warrem) és un municipi francès, situat a la regió dels Alts de França, al departament del Nord, que forma part de la Westhoek. L'any 2006 tenia 2.029 habitants.

## Demografia
| 1962                                       | 1968  | 1975  | 1982  | 1990  | 1999  |
| ------------------------------------------ | ----- | ----- | ----- | ----- | ----- |
| 1.240                                      | 1.321 | 1.363 | 1.667 | 1.916 | 1.831 |
| Des de 1962: població sense dobles comptes |       |       |       |       |       |

## Administració
| Període   | Identitat         | Partit |
| --------- | ----------------- | ------ |
| 2001-2008 | Jean-Pierre Catry |        |
| 2008-     | Pierre Bouttemy   |        |